# Phanoperla namcattien
Phanoperla namcattien är en bäcksländeart som beskrevs av Cao och Bae 2009. Phanoperla namcattien ingår i släktet Phanoperla och familjen jättebäcksländor. Inga underarter finns listade i Catalogue of Life.